# Santa Fe de Nuevo México
Santa Fe de Nuevo México was een provincie van Nieuw-Spanje, en na de onafhankelijkheid een territorium van Mexico. Het centrum was de huidige staat New Mexico, maar het territorium strekte zich ook uit over Texas, Colorado, Arizona en Utah.
In 1595 werd het gebied door de Spanjaarden gekoloniseerd, en het werd een onderdeel van Nieuw-Spanje. In 1610 werd de hoofdstad Santa Fe gesticht. Na de onafhankelijkheid van Mexico werd het volgens de grondwet van 1824 een federaal bestuurd territorium. In 1836 ging het oostelijke deel verloren aan de Republiek Texas. Tijdens de Amerikaans-Mexicaanse Oorlog werd het hele gebied bezet door de Verenigde Staten. In 1848 werd het officieel opgeheven en aan de VS overgedragen. Het Amerikaanse New Mexico Territory besloeg ongeveer hetzelfde gebied.